# Стеблій Феодосій Іванович
Феодо́сій Іва́нович Стеблі́й (нар. 21 жовтня 1931, с. Суходоли, нині Золочівського району, Львівської області) — український історик. Кандидат історичних наук. Завідувач відділу нової історії України Інституту українознавства імені Івана Крип'якевича НАН України. Заслужений працівник культури України. Нагороджений орденом «За заслуги» III ступеня. Дійсний член Наукового товариства імені Шевченка.

## Біографія
Народився 21 жовтня 1931 року у селі Суходоли Бродівського повіту (нині Золочівського району, Львівської області. У 1938—1942 роках навчався у Суходільській початковій школі, 1942—1946 роки — учень Пониквянської семирічної школи та 1946—1949 роки — навчався у Ясенівській середній школі. 
По закінченню школи, протягом липня—серпня 1949 року, навчався на курсах підготовки вчителів початкової школи у Львові. Протягом 1949—1951 років викладав історію у Раковецькій семирічній школі, що на Пустомитівщині. У 1949—1954 роках навчався на історичному факультеті, а 1954—1957 роках — в аспірантурі на кафедрі історії СРСР за спеціальністю «Історія України» Львівського державного університету імені Івана Франка.
Від 1957 року працював Інституті суспільних наук АН УРСР(нині — Інститут українознавства імені І. Крип'якевича НАН України) на різних посадах: молодший науковий співробітник (1957–1963), викладач кафедри історії України Львівського державного університету імені Івана Франка за сумісництвом (1957–1965). 
21 березня 1961 року захистив дисертацію на тему: «Боротьба селян Східної Галичини проти феодального гніту в першій половині XIX ст.» на здобуття наукового ступеня кандидата історичних наук.
1963—1974 роки — старший науковий співробітник, 1974–1990 роки — завідувач відділу історії України, заступник директора, виконувач обов'язків директора Інституту суспільних наук АН УРСР. Протягом 1985—1990 років — член спеціалізованої вченої ради Львівського державного університету імені І. Франка із захисту дисертацій на здобуття наукового ступеня кандидата історичних наук. Від 1993 року — завідувач відділу нової історії України, а у 1994—2001 роках — вчений секретар спеціалізованої вченої ради із захисту докторських та кандидатських дисертацій Інституту українознавства імені Івана Крип'якевича НАН України. 
9 грудня 2006 року обраний дійсним членом Наукового товариства імені Шевченка.

## Нагороди
Указом Президента України № 1006/2001 від 23 жовтня 2001 року «Про відзначення державними нагородами України працівників Інституту українознавства імені І. Крип'якевича НАН України, м. Львів» Стеблій Феодосій Іванович нагороджений орденом «За заслуги» III ступеня.
28 січня 2003 року Українська історико-просвітницька правозахисна організація «Меморіал» імені Василя Стуса нагородила Феодосія Івановича нагрудною відзнакою «За вірність».
Указом Президента України № 1086/2007 від 9 листопада 2007 року «Про відзначення державними нагородами України з нагоди Дня української писемності та мови» Стеблію Феодосію Івановичу присвоєно почесне звання Заслужений працівник культури України.

## Праці
Напрям наукових досліджень: історія західних земель України у складі Австрійської монархії у XIX столітті, соціальні відносини, суспільно-політичний і національні рухи, культура, міжетнічні взаємини, історіографія та джерелознавство проблеми.

### Монографії
- «Русалка Дністрова»: Документи і матеріали / Ф. І. Стеблій. — Львів : Наукова думка, 1989. — 544 с. — ISBN 5-12-000437-7.
- Стеблій Ф. Західноукраїнські землі під владою Австрії (кінець XVIII — перша половина XIX ст.) // Історія України. Курс лекцій: у 2-х томах. — Київ : Либідь, 1991. — Т. 1. — С. 412—427.
- Стеблій Ф. Шляхом національного відродження. Західноукраїнські землі під владою Австро-Угорської імперії // Історія України: нове бачення: у 2-х томах. — Київ : Україна, 1996. — Т. 1. — С. 308—345.
- Стеблий Ф., Криль М. Галицкая матица во Львове // Славянские матицы XIX века / И. И. Лещиловская. — Москва : РАН, Ин-т славяноведения и балканистики, 1996. — С. 190—233. — ISBN 5-7576-0025-Х. (рос.)
- Стеблій Ф. Західноукраїнські землі під владою Австро-Угорської імперії // Історія України / В. А. Смолія. — Київ : Видавничий дім «Альтернативи», 1997. — С. 159—175.
- Стеблій Ф. Весна народів // Львівщина: Історико-культурні та краєзнавчі нариси / В. Александрович, Ю. Бірюльов, М. Бандрівський та ін. — Львів : Центр Європи, 1998. — С. 165—182.
- Стеблій Ф. Духовний П'ємонт українців // Львівщина: Історико-культурні та краєзнавчі нариси / В. Александрович, Ю. Бірюльов, М. Бандрівський та ін. — Львів : Центр Європи, 1998. — С. 205—222.
- Стеблій Ф. Іван Карпинець (1898—1954). — Львів : Інститут українознавства імені І. Крип'якевича НАН України, 1999. — 24 с. — (Історики України)
- Подолинський Василь. Слово перестороги: переклад з польської мови / Ф. І. Стеблій. — Львів : Інститут українознавства імені І. Крип'якевича НАН України, 2001. — 120 с. — (Історики України)
- Шашкевич М. Русини. Голос галичан / Ф. І. Стеблій. — Львів : Інститут українознавства імені І. Крип'якевича НАН України, Шашкевичівська комісія, 2011. — 28 с. — (Бібліотека Шашкевичіани. Нова серія, № 6 (11)) — ISBN 978-966-02-5980-5 (серія), 978-966-02-5981-2 (вип. 6).

### Статті
- Лучук Т., Стеблій Ф. Богдан Якимович: бути собою, бути істориком  // Україна: культурна спадщина, національна свідомість, державність: Збірник наукових праць. — Львів: Інститут українознавства імені І. Крип'якевича НАН України, 2012. — Вип. 21.: Scripta manent. Ювілейний збірник на пошану Богдана Якимовича / гол. редкол. М. Литвин, упоряд.: О. Седляр, Н. Кобрин]. — С. 5—15.
- Стеблій Ф. Василь Щурат — дослідник минулого Галичини // Україна: культурна спадщина, національна свідомість, державність: Збірник наукових праць. — Львів: Інститут українознавства імені І. Крип'якевича НАН України, 2006-2007. — Вип. 15. — С. 727—737.
- Каднічанський Д., Литвин М., Середа О., Стеблій Ф., Хахула Л. Вшанування пам'яті Тараса Шевченка в Галичині // Краєзнавство. — 2014. — № 1.
- Стеблій Ф. Отець Гнат Рожанський — діяч «Просвіти» // Україна: культурна спадщина, національна свідомість, державність: Збірник наукових праць. — Львів: Інститут українознавства імені І. Крип'якевича НАН України, 2010. — Вип. 19.
- Стеблій Ф. Предтечі «Просвіти» // Україна: культурна спадщина, національна свідомість, державність: Збірник наукових праць. — Львів: Інститут українознавства імені І. Крип'якевича НАН України, 2010. — Вип. 19.
- Стеблій Ф. Українці і поляки Галичини в 30-40-х pp. XIX ст.: пошуки політичного партнерства // Історіографічні дослідження в Україні. — Вип. 13. — Ч. 1: Україна. — Польща: історія і сучасність: Збірник наукових праць і спогадів пам'яті П. М. Калениченка (1923–1983) / Ред. кол.: В. А. Смолій (гол. редкол.), Ю. А. Пінчук (відп. ред.), Д. С. Вирський, С. В. Віднянський, В. М. Даниленко, Я. С. Калакура, М. П. Ковальський, В. Ф. Колесник, І. І. Колесник, С. В. Кульчицький, О. П. Реєнт, О. В. Ясь (відп. секретар); Упорядн.: А. П. Калениченко, Н. П. Калениченко. — НАН України. Інститут історії України. — Київ: Інститут історії України НАН України, 2003. — С. 98—113.
- Стеблій Ф. Яків Головацький — чільний репрезентант «Руської трійці» // Будитель Галицької України-Руси (до 200-ліття від дня народження Маркіяна Шашкевича): Статті і матеріали / Ред. кол.: Я. Дашкевич, З. Білик, О. Киричук, Л. Моравська, М. Омельчук, І. Орлевич, І. Паславський, О. Сидор, І. Скочиляс. — Львів: Вид-во Львівського музею історії релігії «Логос», 2011. — С. 64—74.
- Стеблій Ф. 200-ті роковини Маркіяна Шашкевича // Інститут українознавства імені І. Крип'якевича Національної академії наук України в 2011 р. Інформаційний бюлетень. — Львів, 2012. — С. 190—192.
- Стеблій Ф. Спомин про взаємини зі Степаном Заброварним // Україна: культурна спадщина, національна свідомість, державність. — № 29. — 2017. — С. 534—536.
- Steblij F. Iwan Krewećkyi (1883—1940) // Złota księga historiografii lwowskiej XIX s XX wieku. Tom II / Pod redakcją naukową J. Maternickiego, P. Sierżęgi, L. Zaszkilniaka. — Rzeszów, 2014. — S. 377-388. (пол.)